# Teng Haibin
Teng Haibin (滕海滨S, Téng HǎibīnP; Pechino, 2 gennaio 1985) è un ginnasta cinese.
Ha vinto la medaglia d'oro olimpica nella ginnastica alle Olimpiadi 2004 tenutesi ad Atene, in particolare nella specialità cavallo.
Nelle sue partecipazioni ai campionati mondiali di ginnastica artistica ha conquistato quattro medaglie d'oro (due nel 2003, una nel 2010 e una nel 2011) e una medaglia d'argento (2010) in diverse categorie.